# 凡塔塞尔 (怀俄明州)
凡塔塞尔（英語：Van Tassell）是美国怀俄明州奈厄布拉勒县下属的一座城鎮。该鎮的人口在2000年为18人，2010年有15，2011年则估计有15人。